# بوبي جورج
بوبي جورج (بالإنجليزية: Bobby George)‏ هو لاعب دارت بريطاني، ولد في 16 ديسمبر 1945 في Manor Park, London ‏ في المملكة المتحدة.

## وصلات خارجية
- الموقع الرسمي
- بوبي جورج على موقع DartsDatabase.co.uk (الإنجليزية)